# Hainrode (Südharz)

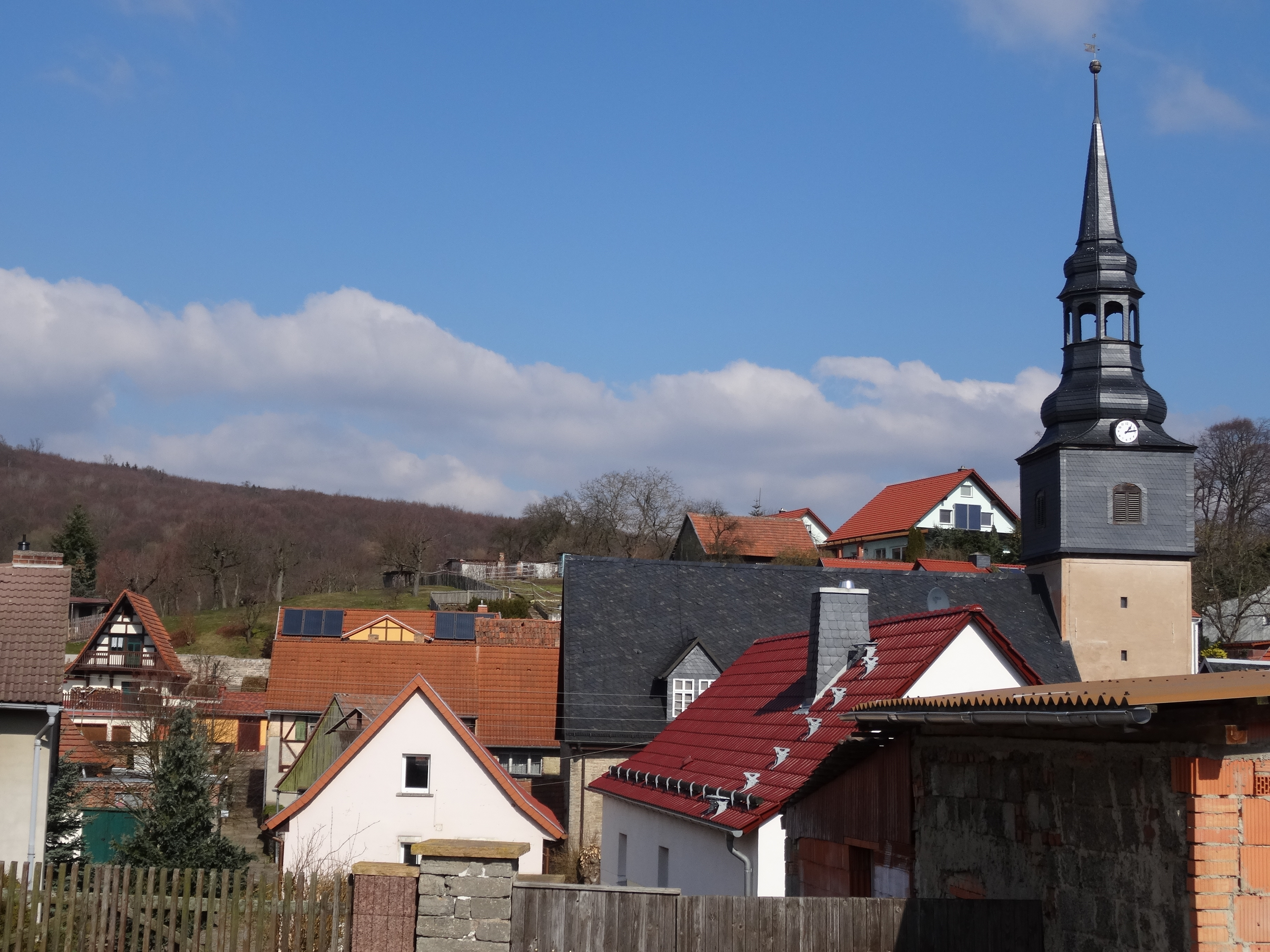
La chiesa di S. Bartolomeo

Hainrode era un comune tedesco di 352 abitanti, situato nel land della Sassonia-Anhalt. Dal 1º gennaio 2010 costituisce una frazione del nuovo comune di Südharz. Vi nacque Friedrich August Wolf.